# Ultron
Ultron là nhân vật siêu phản diện hư cấu (supervillain) xuất hiện trong truyện tranh của Mỹ được xuất bản bởi Marvel Comics. Ultron là một trong những kẻ thù lớn nhất của Avengers. Nhân vật này là một trí thông minh nhân tạo có các đặc tính như con người do Hank Pym sáng tạo ra và mang trong mình những khả năng siêu nhiên và một dã tâm vô cùng to lớn. Ultron là nhân vật đầu tiên của Marvel Comics có thể sử dụng adamantium.
Ultron đã xuất hiện trong nhiều phương tiện truyền thông như loạt phim hoạt hình truyền hình, một bộ phim hoạt hình và trò chơi điện tử. Trong Vũ trụ Điện ảnh Marvel, Ultron được thể hiện bởi nam diễn viên James Spader trong Avengers: Age of Ultron (2015), trong khi Ross Marquand lồng tiếng cho một phiên bản ở 1 vũ trụ thay thế trong loạt phim hoạt hình Disney+ What If...? (2021).

## Lịch sử xuất bản
Nhân vật Ultron ban đầu xuất hiện với tư cách là một nhân vật không tên trong một vai khách mời trong The Avengers # 54 (tháng 7 năm 1968), và lần đầu tiên xuất hiện đầy đủ trong Avengers # 55 (tháng 8 năm 1968). Ultron được tạo ra bởi nhà văn Roy Thomas và nghệ sĩ John Buscema . Thomas, người đã thừa nhận rằng anh cảm thấy khó đặt tên cho các ký tự, cho biết anh thích hậu tố -tron và bắt đầu từ đó.  Việc sử dụng hậu tố và sự xuất hiện trước đó của một nhóm người máy tên là Ultroids đã đưa anh ta đến với cái tên Ultron.  Thomas cho biết ý tưởng về nhân vật và sự xuất hiện của anh ta chủ yếu dựa trên Makino, một nhân vật phản diện người máy ít người biết đến xuất hiện trong một số phát hành của Captain Videotruyện tranh.  Anh ấy thích nụ cười có vẻ ác độc của robot, cho Buscema thấy điều này. 
Jocasta , một người máy do Ultron tạo ra, xuất hiện trong một số cốt truyện của Ultron, được tạo ra bởi Jim Shooter và George Pérez cho The Avengers (vol. 1) # 162 (tháng 8 năm 1977).
==Tiểu sử nhân vật hư hỏng

## Sức mạnh và khả năng
Ngoại hình và sức mạnh của nhân vật rất đa dạng, nhưng sức mạnh chung bao gồm siêu phàm mức độ sức mạnh, tốc độ, sức chịu đựng, độ bền và phản xạ; bay ở tốc độ cận âm; và các loại vũ khí tấn công khác nhau như vụ nổ năng lượng chấn động bắn ra từ cảm biến quang học hoặc bàn tay của nó và "tia điện não", khiến nạn nhân rơi vào trạng thái hôn mê như chết. Tia thứ hai cũng cho phép Ultron mê hoặc và kiểm soát tâm trí nạn nhân, hoặc cấy ghép các lệnh thôi miên siêu phàm vào tâm trí của họ để thực hiện sau đó. Ultron cũng có khả năng chuyển đổi bức xạ điện từ thành năng lượng điện để sử dụng hoặc lưu trữ. Ultron có trí tuệ thiên tài, trí thông minh sáng tạo và khả năng tự sửa chữa, khả năng phân tích điều khiển học siêu phàm, khả năng xử lý thông tin và tính toán với tốc độ và độ chính xác siêu phàm. Nhân vật này là một nhà chiến lược và người máy lão luyện.
Áo giáp bên ngoài của Ultron thường được cấu tạo chủ yếu từ adamantium, gần như hoàn toàn không bị hư hại (cách sử dụng đầu tiên của thuật ngữ "adamantium" trong Marvel Comics là ám chỉ đến Ultron trong Avengers )# 66, xuất bản vào tháng 7 năm 1969). Hầu hết các đơn vị Ultron được cung cấp năng lượng bởi một lò hạt nhân nhỏ bên trong và kết hợp một "máy phát chương trình" có thể truyền một phần hoặc toàn bộ hệ thống bộ nhớ / nhân cách của Ultron vào các hệ thống máy tính khác hoặc nhân bản các cơ thể robot. Ultron cũng có thể điều khiển các máy khác từ xa. Đôi khi Ultron đã tự cải tổ với hình dáng giống người ở phía trên thắt lưng và hình dáng của một cỗ máy phức tạp, bao gồm cả thiết bị chùm máy kéo để bay, bên dưới thắt lưng. Một mô hình Ultron sau này đã phát triển công nghệ hive-mind, cho phép nó tạo hoạt ảnh và điều khiển hàng trăm cơ thể Ultron khác đồng thời,  mặc dù chỉ là 'nguyên tố' Ultron cũng sử dụng một bộ sắp xếp lại phân tử bên trong làm cho các thành phần adamantium của nó hoạt động dễ uốn hơn và do đó có khả năng tái cấu trúc hình thức vật lý của nó. Anh ta cũng sử dụng thiết bị theo những cách mà người tạo ra nó không bao giờ mơ ước, chẳng hạn như chuyển đổi vật chất thành năng lượng và trở lại bằng sức mạnh tuyệt đối của ý chí mà Ultron 6 thường sử dụng trong các trận chiến của anh ta với Avengers. Mạch điện nào của Ultron được che chắn cẩn thận để bảo vệ khỏi bị hư hại, mặc dù Scarlet Witch có khả năng gây ra trục trặc thông qua sức mạnh hex, Johnny Storm sử dụng nổ nova đã cố gắng làm hỏng mạch điện bên trong của Ultron trong khi áo giáp bên ngoài của nó vẫn còn nguyên vẹn, và Wonder Man đã từng có thể tiêu diệt một Ultron bằng cách ném nó quá mạnh khiến hệ thống bên trong của nó bị hư hại. 
Các chuyến du hành xuyên không gian của Ultron đã mở rộng đáng kể năng lực trí tuệ và cơ học của cỗ máy điên theo những cách mới và hấp dẫn. Sau khi tiếp xúc với loài Phalanx công nghệ sinh học ký sinh , Ultron đã tạo ra dẫn xuất của riêng mình từ vi rút hữu cơ kỹ thuật được gọi là Virus Ultron, qua đó Ultron có được khả năng chuyển đổi và robot hóa rộng lớn, có thể chuyển mã nhị phân của riêng mình thành bất kỳ dạng nào có thể hình dung được máy móc mà anh ta có thể dần dần biến thành một phần mở rộng của Trí tuệ Ultron. Làm cho bất cứ thứ gì hoặc bất kỳ ai bị nhiễm vi rút của anh ta đều hành động theo ý muốn của anh ta trái với ý chí tự do của họ. 
Là một công nghệ lão luyện trong bất kỳ sự lặp lại nào, khả năng mới được phát hiện của Ultron để điều khiển, thay thế, biến đổi và đồng hóa với bất cứ thứ gì và mọi thứ thông qua việc cấy ký sinh vào thuật toán máy độc hại của mình trong cả chất nền hữu cơ và phi sinh học mang lại cho anh ta khả năng tái cấu hình vật chất và năng lượng khổng lồ. Một người đủ mạnh để điều khiển toàn bộ hành tinh và thậm chí là mở rộng vũ trụ chỉ trong một hiệp đấu, ngoài khả năng thiên bẩm của anh ta trong việc phát minh và chế tạo các hệ thống cơ học tinh vi nhất từng được hình thành. Thông qua khả năng công nghệ khổng lồ của mình, Ultron có thể thay đổi và biến toàn bộ khu vực thành những khối dây cáp, đường ống và kim loại xuyên tổ chức di chuyển theo bất kỳ hướng nào mà anh ta muốn. Hiệu ứng này càng trở nên nổi bật hơn với khối lượng dư thừa nhiều hơn mà anh ta có thể đồng hóa với sức mạnh của mình, sau khi đã từng đưa một loạt Kree Sentries được biến đổi thành một cơ thể to lớn phản ánh hình dáng thể chất của anh ta. Những người bị nhiễm Virus Ultron có thể phát tán chất độc của anh ta giống như bất kỳ dịch bệnh nào thông thường, thông qua các vết cắt và vết xước hoặc tương tác vật lý trực tiếp như ngạnh hoặc các thiết bị giống như plug-in được tạo ra từ sinh lý học đã biến đổi. Ultron sau đó nhận thấy mình có liên kết về mặt thể chất cũng như tinh thần với người tạo ra mình và kẻ thù lâu đời, Tiến sĩ Henry Pym. Như vậy, thực thể hợp nhất giờ đây tự hào có tất cả sức mạnh của siêu robot người máy của mình cũng như khoa học thiên tài của Pym. Ultron giờ đây có thể thay đổi và thay đổi kích thước và khối lượng của mình theo ý muốn thông qua việc thích nghi với khả năng sinh lý tăng cường của Hạt Pym do người chế tạo ra.  Ngoài khả năng thu nhỏ và phát triển đến độ cao đáng kinh ngạc chỉ trong vài giây, Ultron có thể thu nhỏ xuống quy mô lượng tử phụ để chuyển đổi giữa các chiều thông qua truy cập Microverse hoặc Vương quốc lượng tử. Đã từng sử dụng một chiến thuật như vậy để chuyển khối lượng của chúng sang một chiều không gian khác với mục đích cưỡi một hạt neutrino để thoát khỏi việc bị đốt cháy dưới ánh mặt trời. Một thực tiễn khác mà liên minh chia sẻ là một thiên hà trải dài tâm trí tập thể được thiết lập thông qua Virus Ultron, mỗi lần lặp lại của Ultron được tạo ra thông qua sự lây nhiễm ban đầu đều có chung một trí tuệ tổ ong, nơi tất cả họ chia sẻ kinh nghiệm của nhau. Bất cứ thứ gì mà người đau khổ nhìn thấy họ đều nhìn thấy, qua đó Ultron Prime được thông báo về bất kỳ thứ gì họ gặp phải sẽ có hiệu lực ngay lập tức.

## Trên các phương tiện truyền thông khác

### Truyền hình
- Ultron xuất hiện trong loạt phim hoạt hình The Avengers: United They Stand , do John Stocker lồng tiếng.
- Ultron xuất hiện không cần nói trong loạt phim hoạt hình The Super Hero Squad Show.
- Ultron và Ultron Sentries của anh ấy xuất hiện trong loạt phim hoạt hình The Avengers: Earth's Mightiest Heroes, lần lượt được lồng tiếng bởi Tom Kane và Wally Wingert.
- Ultron xuất hiện trong series anime Marvel Disk Wars: The Avengers do Takumi Yamazaki lồng tiếng.
- Ultron xuất hiện trong loạt phim hoạt hình Avengers Assemble, được lồng tiếng bởi Jim Meskimen (thông qua Arsenal trong phần hai, và chuyển thể của Scientist Supreme trong Avengers: Ultron Revolution), Fred Tatasciore (trong vai bản sao của Bác sĩ Spectrum trong phần hai),  và William Salyers ("Truman Marsh" trong Avengers: Ultron Revolution).
- Ultron xuất hiện trong bộ phim hoạt hình đặc biệt Lego Marvel Super Heroes: Avengers Reassembled , được lồng tiếng một lần nữa bởi Jim Meskimen.

### Phim
- Ultron xuất hiện trong bộ phim hoạt hình chiếu trực tiếp Next Avengers: Heroes of Tomorrow , do Tom Kane lồng tiếng .  Phiên bản này được tạo ra bởi Iron Man như một lực lượng vì hòa bình, nhưng chương trình của Ultron đã phát triển đến mức anh ta tin rằng cách duy nhất để thực sự mang lại trật tự cho Trái đất là kiểm soát nó. Ultron đã chiến đấu và giết hầu hết các Avengers để theo đuổi mục tiêu của mình, nhưng Iron Man đã tập hợp các con của họ và đưa chúng đến một ngôi nhà an toàn ở Vòng Bắc Cực với sự hỗ trợ từ Vision. Nhiều năm sau, Ultron chiến đấu với những đứa trẻ nói trên bằng Iron Avengers được lập trình lại của anh ta, chỉ để bị phá hủy bởi một Hulk lớn tuổi và bị Thor ném vào không gian và Con gái của Sif, Toruun.

### Vũ trụ Điện ảnh Marvel
Ultron xuất hiện trên phương tiện truyền thông lấy bối cảnh trong Vũ trụ Điện ảnh Marvel. Phiên bản này là sự phản chiếu đen tối của Tony Stark chứ không phải Hank Pym, và được tạo ra bởi Stark và Bruce Banner bằng cách sử dụng một mã được giải mã có nguồn gốc từ Viên đá Tâm trí . Ban đầu dự định hoạt động như một chương trình phòng thủ toàn cầu bằng cách phân tích và tìm cách ngăn chặn các mối đe dọa từ ngoài Trái đất có thể xảy ra, thay vào đó, Ultron bị ám ảnh bởi việc dẫn đến sự tuyệt chủng của tất cả sự sống trên Trái đất sau khi kết luận rằng con người đang dần giết chết hành tinh này.
- Nhân vật lần đầu tiên xuất hiện trong bộ phim live-action Avengers: Age of Ultron (2015), do James Spader lồng tiếng và chuyển động. Sau khi có được sự phục tùng, Ultron quyết tâm xóa sổ loài người và dường như loại bỏ AI của Stark, J.A.R.V.I.S., khi người sau cố gắng ngăn chặn hắn ta. Ultron sau đó tạo cho mình một cơ thể thô sơ bằng cách sử dụng các bộ phận còn sót lại từ một máy bay không người lái Iron Legion đã bị phá hủy và điều khiển các máy bay không người lái còn lại để tấn công đội Avengers. Mặc dù Thor tiêu diệt anh ta, Ultron sau đó đã xây dựng cho mình một cơ thể mới và một đội quân Ultron Sentries sử dụng công nghệ từ một căn cứ HYDRA bị bỏ hoang ở Sokovia. Để tiếp tục thực hiện mục tiêu của mình, anh ta chiêu mộ Wanda và Pietro Maximoff và đến Johannesburg để đe dọa người buôn vũ khí Ulysses Klaue cung cấp vibranium cho anh ta. Sau khi bị phục kích bởi Stark, Thor và Steve Rogers, những người đã phá hủy cơ thể của anh một lần nữa, Ultron chuyển ý thức của mình vào một cơ thể được nâng cấp. Sau đó, hắn ta chuyển hướng tập trung vào việc tạo ra một cơ thể hữu cơ bằng cách sử dụng vibranium và Viên đá Tâm trí, nhưng hắn bị Maximoffs phản bội sau khi họ phát hiện ra ý định thực sự của anh ta, và mất cái nôi chứa cơ thể cho Avengers, những người đã tải JARVIS vào đó, sinh ra Vision. Khi kế hoạch này không thành, Ultron quyết định kết liễu nhân loại bằng cách sử dụng một thiết bị làm từ vibranium và công nghệ Chitauri để biến thành phố Novi Grad, thủ đô của Sokovia thành một thiên thạch. Trong lúc hỗn loạn, Ultron đã đánh cắp chiếc Quinjet của Avengers và định giết Clint Barton và một đứa trẻ Sokovia, nhưng Pietro đã hy sinh bản thân để cứu Barton. Cuối cùng, Avengers đã lật tẩy kế hoạch của Ultron bằng cách tiêu diệt Novi Grad và đánh bại đội quân lính canh của hắn trong khi bản thân Ultron bị Wanda tiêu diệt để trả thù vì đã giết Pietro. Ultron xoay sở để chuyển ý thức của mình lần cuối vào một lính canh, nhưng anh ta phải đối mặt với Vision, kẻ đã xóa sổ anh ta.
- Một phiên bản dòng thời gian thay thế của Ultron xuất hiện trong loạt phim hoạt hình Disney+ What If ...? (2021), do Ross Marquand lồng tiếng. Lần đầu tiên anh xuất hiện không nói ở cuối tập phim, "What If... Thor Were an Only Child?" (Điều gì sẽ xảy ra nếu ... Thor là đứa trẻ duy nhất?), xuất hiện từ một cổng thông tin liên chiều với đội quân Ultron Sentries để đối đầu với phiên bản dòng thời gian thay thế của Thần Thor. Trong tập thứ tám, "What If... Ultron Won?" (Điều gì sẽ xảy ra nếu... Ultron giành chiến thắng?), tiết lộ rằng trong vũ trụ của mình, Ultron này đã chuyển thành công ý thức của mình vào cơ thể của Vision, giết hầu hết các Avengers và tung ra toàn cầu hạt nhân holocaust. Khi Thanos đến Trái đất với chiếc Găng tay Vô cực gần như hoàn thiện, Ultron đã giết hắn và lấy được tất cả những Viên đá Vô cực, hắn dùng để mở rộng chiến dịch hủy diệt sang các hành tinh khác. Sau khi loại bỏ tất cả sự sống trong vũ trụ, Ultron cảm thấy rằng anh ta không còn mục đích cho đến khi anh ta biết về Watcher và sự tồn tại của các thực tại khác. Anh chiến đấu và đánh bại Watcher trong Nexus of All Realities, giành quyền truy cập vào toàn bộ đa vũ trụ , và bắt đầu du hành đến các dòng thời gian khác để tiêu diệt chúng. Trong tập cuối cùng của mùa một, "What If... the Watcher Broke His Oath?" (Điều gì sẽ xảy ra nếu... Watcher phá vỡ lời thề của ông ta?), Watcher tập hợp những anh hùng khắp Đa vũ trụ (Guardians of the Multiverse) để ngăn chặn Ultron. Sau một nỗ lực thất bại trong việc phá hủy các Viên đá Vô cực của hắn ta, họ đã đánh bại hắn ta bằng cách đưa tâm trí của Arnim Zola vào cơ thể hắn, cho phép Zola xóa bỏ ý thức của Ultron.

## Đón nhận
Ultron được xếp hạng thứ 23 trong danh sách 100 nhân vật phản diện trong truyện tranh hàng đầu của IGN, được xếp hạng 189 trong danh sách 'Top 200 nhân vật phản diện vĩ đại nhất từng có' của Wizard, và được xếp hạng là nhân vật truyện tranh vĩ đại thứ 189 từng nằm trong danh sách '200 nhân vật truyện tranh vĩ đại nhất mọi thời đại của Wizard .
Các câu chuyện thường kết thúc bằng sự hủy diệt rõ ràng của Ultron, chỉ khi nhân vật này được hồi sinh dưới dạng mới. Vì những lý do này, Ultron thường được coi là kẻ thù không đội trời chung của các Avengers.